# نيكولاس فري
نيكولاس فري (بالفرنسية: Nicolas Frey)‏ (مواليد 6 مارس 1984 في ثونون لو باين - فرنسا) لاعب كرة قدم فرنسي يلعب حاليا لصالح نادي الدرجة الأولى كييفو فيرونا الإيطالي منذ 2008 في مركز قلب الدفاع كما يجيد اللعب في مركز الظهير الأيمن .

## روابط خارجية
- نيكولاس فري على موقع قاعدة بيانات كرة القدم.إي يو (الإنجليزية)
- نيكولاس فري على موقع ليكيب (الفرنسية)
- نيكولاس فري على موقع Soccerway.com (الإنجليزية)
- نيكولاس فري على موقع عالم كرة القدم.نت (الإنجليزية)
- نيكولاس فري على موقع كووورة
- نيكولاس فري على موقع AS.com (الإسبانية)